# Leaving Las Vegas (singolo)
Leaving Las Vegas è un brano di Sheryl Crow, contenuto nell'album d'esordio Tuesday Night Music Club del 1993.

## Il brano
Si tratta del primo singolo pubblicato negli USA dopo la sfortunata parentesi del lancio europeo di Run Baby Run, avvenuto nel 1993. Leaving Las Vegas trae ispirazione - come nel caso del film "Via da Las Vegas" di Mike Figgis - dall'omonimo libro scritto nel 1990 da John O'Brien, amico d'infanzia del musicista David Baerwald (uno degli autori del brano assieme a Sheryl Crow e agli altri componenti del gruppo Tuesday Night Music Club).

## Video
Il video musicale del brano, diretto da David Hogan, è il primo della Crow e mostra all'inizio la musicista mentre suona una chitarra Fender Telecaster nell'oscurità. Appaiono anche famose immagini di Las Vegas come ballerine e sosia di Elvis Presley che camminano lungo l'autostrada nel deserto e Peter Berg che guida una cabriolet con la stessa Sheryl accanto che suona.

## Tracce
CD singolo 1 UK
1. Leaving Las Vegas – 4:23
2. I Shall Believe (Live in Nashville)
3. What I Can Do For You (Live At The Borderline)

CD singolo 2 UK
1. Leaving Las Vegas (Live in Nashville) – 5:50
2. No One Said It Would Be Easy (Live in Nashville) – 5:31
3. The Na-Na Song (Live in Nashville) – 6:55

Vinile 7" UK
1. Leaving Las Vegas – 4:23
2. Leaving Las Vegas (Live in Nashville) – 5:50

## Classifiche
| Classifica (1994)                          | Posizione massima |
| ------------------------------------------ | ----------------- |
| Stati Uniti                                | 60                |
| Stati Uniti (BillBoard Modern Rock Tracks) | 8                 |
| Regno Unito                                | 66                |
| Canada (RPM)                               | 29                |